# Brachychiton klonolistny

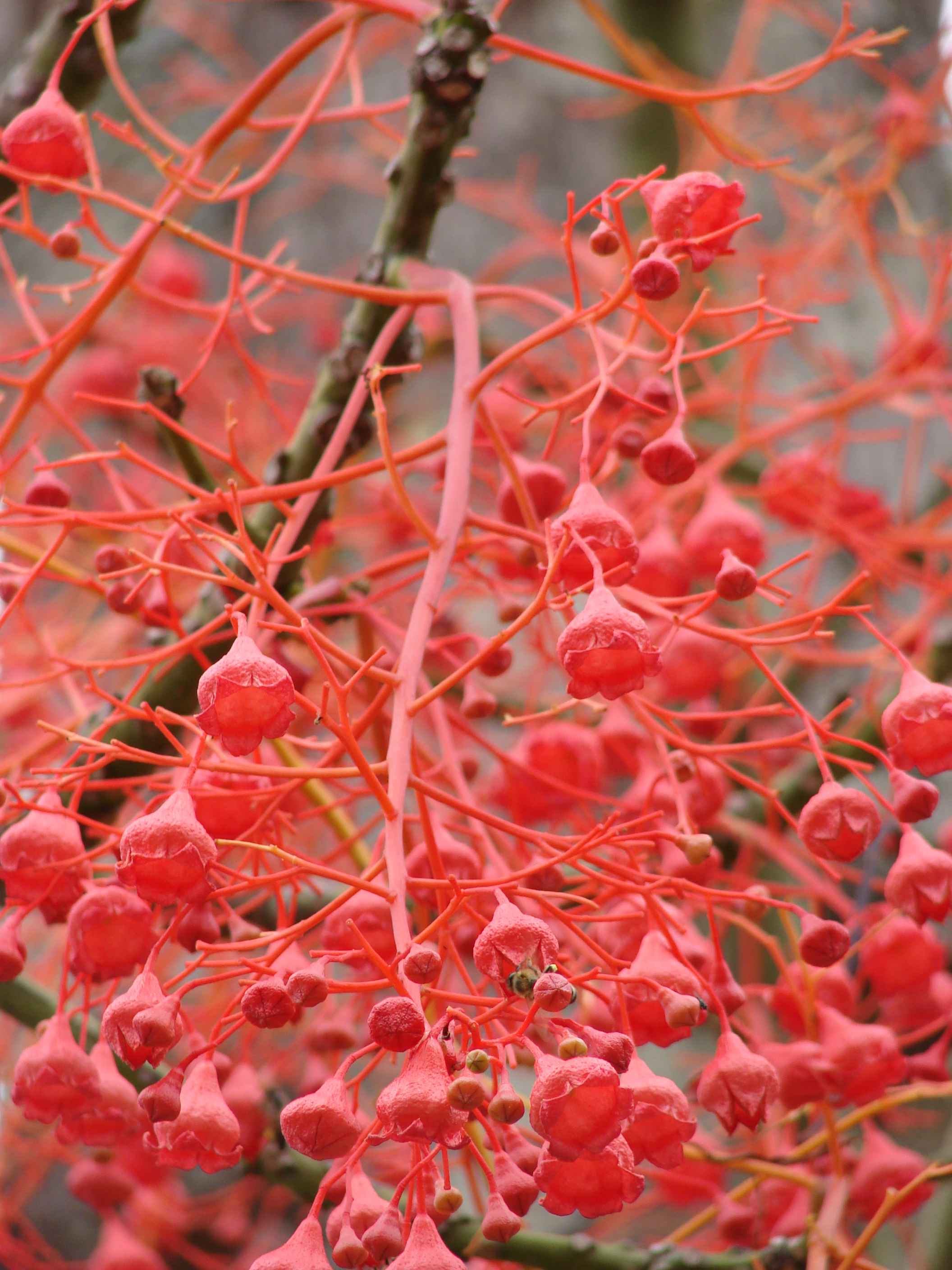
Kwiaty

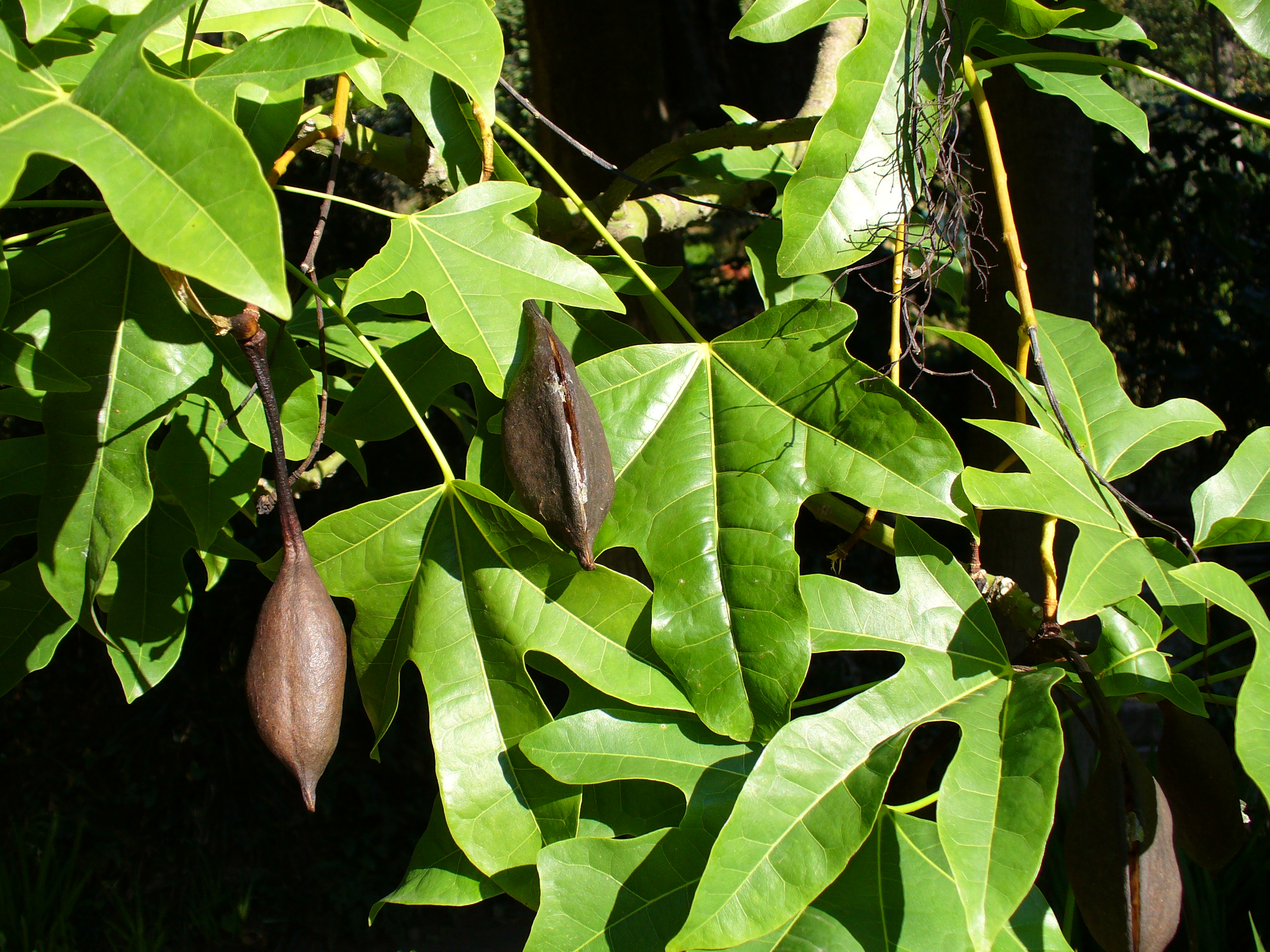
Liście i owoce

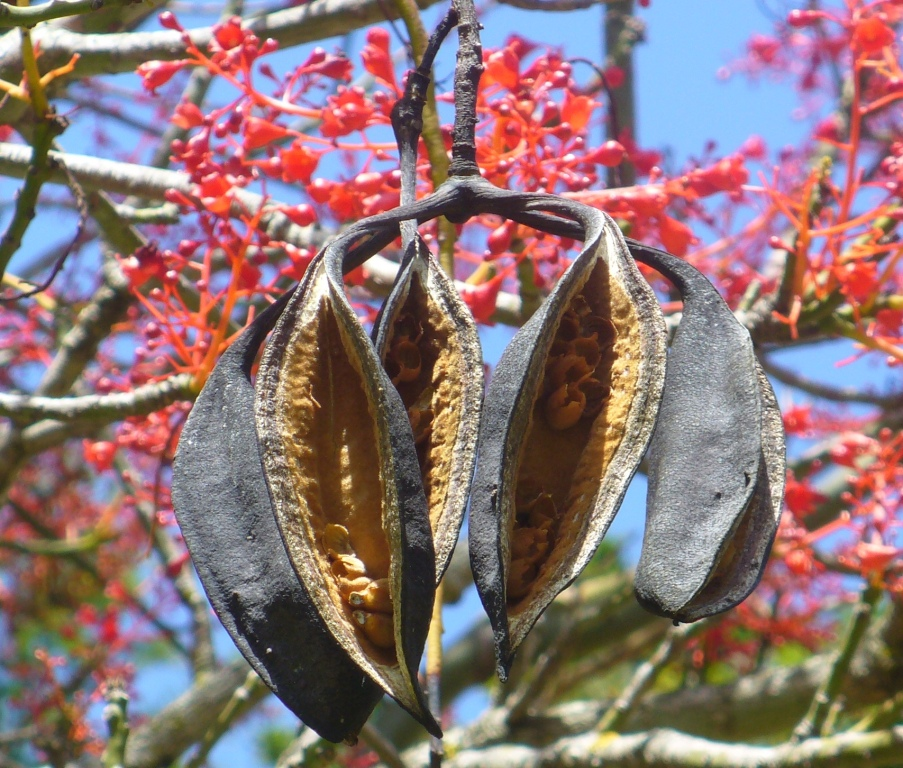
Strąki z widocznymi nasionami

Brachychiton klonolistny (Brachychiton acerifolius) – gatunek drzewa z rodziny ślazowatych z podrodziny zatwarowych (Sterculioideae). Pochodzi z wschodniej części Australii, lecz często sadzone również w innych częściach świata.

## Morfologia
PokrójDrzewo osiągające do 35 m wysokości, kora gładka, szara.
LiścieZazwyczaj zarówno klapowate, jak i całobrzegie występują na tym samym drzewie. Liście opadają w czasie kwitnienia.
KwiatyKoralowoczerwone, zebrane w wiechy do 40 cm długości. Kielich dzwonkowaty.
OwoceGrube strąki długości do 20 cm. Nasiona jasnożółte, włoski nasienne wywołują podrażnienia skóry.

## Zastosowanie
- Lekkie drewno wykorzystywane jest jako namiastka drewna balsa.
- W Australii popularne drzewo sadzone przy ulicach.
- Nasiona są jadalne po uprażeniu, sporządza się z nich napój podobny do kawy, bulwy młodych drzew również jadalne[6].